# Église Saint-Laurent de Neuvicq-le-Château
L'église Saint-Laurent est une église située à Neuvicq-le-Château, dans le département français de la Charente-Maritime en région Nouvelle-Aquitaine.

## Historique
Vers 1066, l'évêque de Saintes fait don de l'église à l'abbaye Saint-Étienne de Baignes. 
L'église est inscrite au titre des monuments historiques par arrêté du 6 décembre 1948.

## Galerie

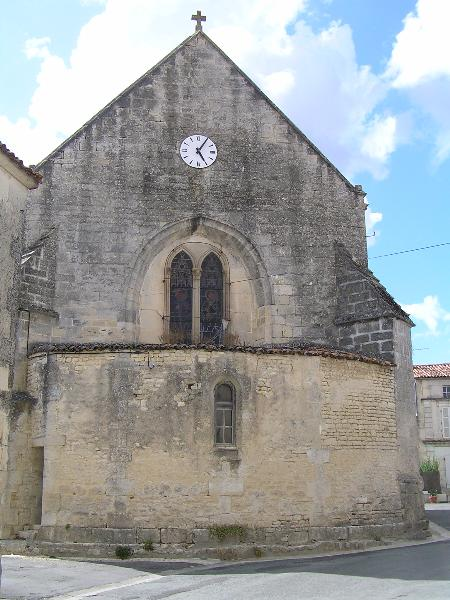